# 조 바이든의 2024년 미국 대통령 선거 사퇴

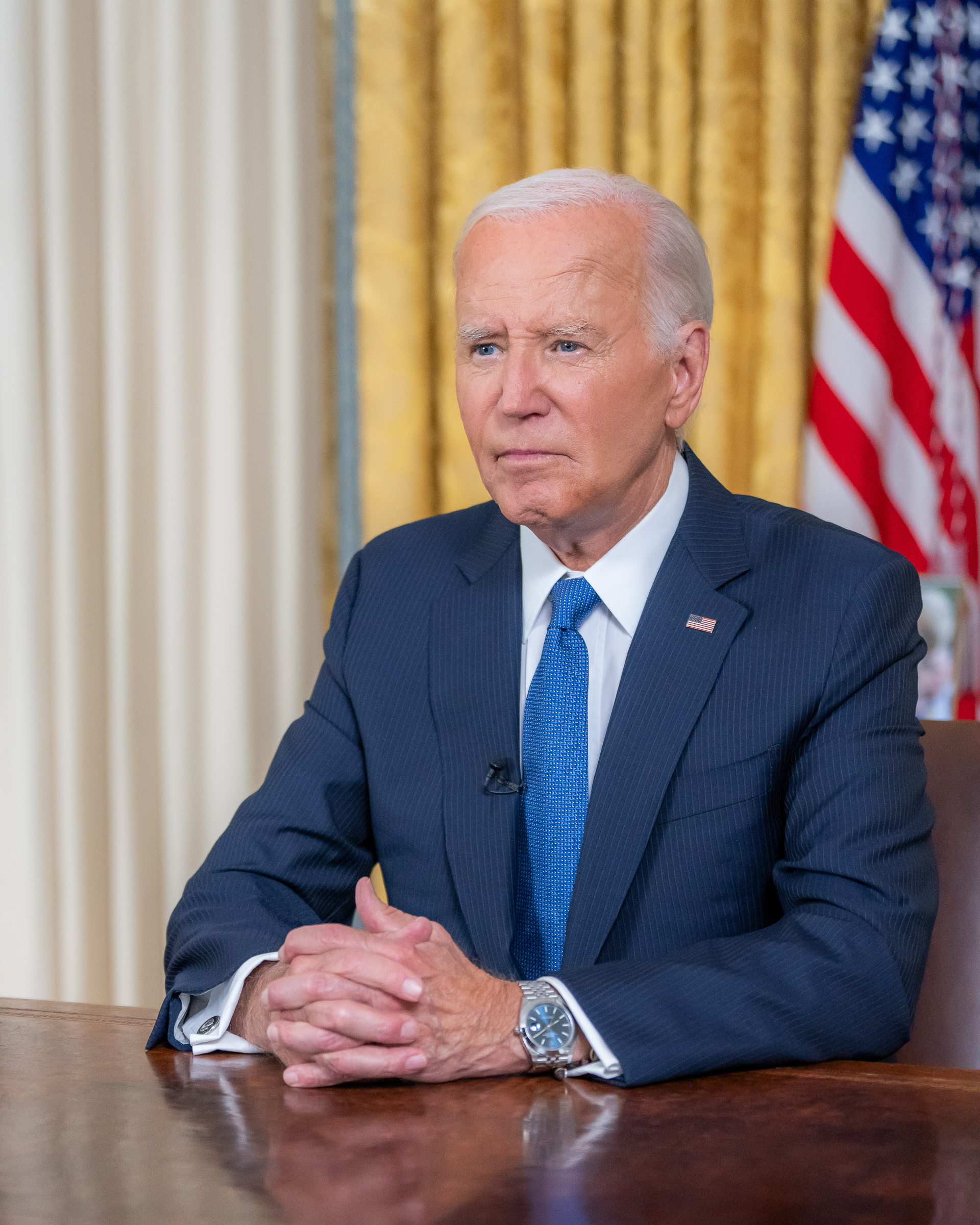
2024년 7월 24일. 2024년 대통령 선거 사퇴 결정에 대해 연설하는 사진

2024년 7월 21일, 조 바이든 미국 대통령은 소셜 미디어를 통해 재선 운동에서 물러나 2024년 미국 대통령 선거에서 카멀라 해리스(Kamala Harris)를 민주당 후보로 지지했다. 바이든을 둘러싼 건강 문제, 주로 그의 나이와 성공적인 두 번째 임기를 수행할 수 있는 능력에 대한 우려는 선거 및 두 번째 임기와 관련하여 민주당 내에서 우려를 불러일으켰다. 바이든은 1968년 린든 B. 존슨 이후 재선에 도전하지 않은 최초의 현직 대통령이자, 이미 예비선거에서 승리한 뒤 재선에 도전하지 않기로 선택한 미국 역사상 최초의 대통령이다.

## 배경
바이든의 나이에 대한 우려는 2024년 6월 바이든이 비틀거리는 외모를 갖고 쉰 목소리로 말하며 여러 차례 통계를 기억하지 못하거나 일관되게 자신의 의견을 표현하지 못하는 토론회 이후 높아졌다. 많은 사람들이 저조한 성과로 간주한 이후 바이든은 선거에서 탈퇴하라는 수많은 요청을 받았다.
몇 달 간의 추측 끝에 바이든은 2023년 4월 25일 해리스를 다시 러닝메이트로 삼아 2024년 대통령 재선에 출마하겠다고 발표했다. 이번 캠페인은 그의 2020년 대선 운동이 시작된 지 4년 만에 시작됐다. 발표 당일 갤럽 인터내셔널 여론조사에 따르면 바이든의 지지율은 37%로 조사 대상자 대부분이 경제를 가장 큰 관심사로 꼽았다. 선거운동 기간 동안 바이든은 코로나19 범유행이후 바이데노믹스(Bidenomics)로 알려진 경제 정책을 추진했다. 그는 정치적 집회의 외침으로 "일을 끝내겠다"는 의사를 자주 밝혔다.
2024년 6월 27일, 바이든과 도널드 트럼프 전 대통령의 첫 번째 대선 토론이 진행됐다. 바이든의 연기는 널리 비판을 받았고, 평론가들은 그가 자주 사고의 흐름을 잃고 구불구불한 답변을 했다고 말했다. 몇몇 신문 칼럼니스트들은 트럼프를 승자로 선언했으며, 여론 조사에 따르면 대다수의 대중은 트럼프가 승리했다고 믿었다. 토론이 자신의 건강에 대한 의문을 제기한 후, 바이든은 동료 민주당 의원들과 여러 주요 뉴스 매체의 편집위원회를 포함하여 경선에서 물러나라는 요청에 직면했다.

## 선언
바이든은 처음에는 후보로 남을 것이라고 주장했지만, 7월 21일 이것이 "우리 당과 국가에 최선의 이익을 위한 것"이라고 적으며 후보를 철회했다. 그는 해리스 부통령을 후계자로 지지했다.